# 清泰寺 (美濃市)
清泰寺（せいたいじ）は、岐阜県美濃市殿町にある臨済宗妙心寺派（臨済宗東海派）の特例地寺院。山号は安住山。

## 歴史
永禄6年（1563年）に鉈尾山城主佐藤清信が佐藤家の菩提寺として大圭紹琢を開山に招き、美濃市下渡付近に阿育山　保寧寺として建立した。
文禄元年（1592年）に佐藤秀方が伽藍を整備し、名称を泰岑山以安寺と改称する。さらに佐藤方政により寺領30石を付与された。
その後関ヶ原の戦いがあり佐藤氏が滅亡して領主となった小倉山城主金森長近が、慶長10年（1605年）に現在地に移し、自らの法名に因み安住山清泰寺と改めてその菩提寺とした。
その際に寺領100石を与えられている。後に金森家は継嗣を欠き断絶し、上有知村を預かった大久保長安が検地を行った際に寺領100石を没収された。
江戸時代を通じて妙心寺派の大寺として多くの末寺を持ち繁栄した。
清泰寺庭園は金森宗和の作庭とされ、昭和44年（1969年）に美濃市名勝に指定されている。
領主であった佐藤氏歴代、金森氏歴代の墓があり、寺内に金森長近を祀る金森大明神がある。
金森大明神は、慶応4年(1868年)に神仏分離が行われる以前は現在よりも大規模であった。
武儀郡における臨済宗妙心寺派の巨刹で、40以上の末寺がある。
仙厓義梵が出家した寺でもある。中濃八十八ヶ所霊場三十九番札所となっている。

## 文化財
- 佐藤清信、秀方、金森長光の墓(美濃市指定史跡)
- 石原清左衛門の墓(美濃市指定史跡)
- 庭園(美濃市指定名勝)